# Aeroporto di Anapa-Vitjazevo
L'aeroporto di Anapa noto anche come aeroporto di Anapa-Vitjazevo (in russo Международный аэропорт Анапа) (IATA: AAQ, ICAO: URKA) è un aeroporto internazionale di classe A situato vicino alla città di Anapa, la località del sud della Russia vicino al Mar Nero, nel territorio di Krasnodar.

## Storia
L'Aeroporto di Anapa è stato aperto vicino alle località turistiche dell'URSS. Recentemente il complesso aeroportuale à stato ricostruito con l'apertura del Terminal VIP e del Terminal Business per i voli charter. L'aeroporto di Anapa-Vitjazevo è stato certificato come un aeroporto capace di operare nelle condizioni meteorologiche più complesse.

## Gestione
L'aeroporto di Anapa-Vitjazevo fa parte ed è gestito dalla società Holding Gli Aeroporti del Sud indipendente dalle compagnie aeree russe sotto il controllo del gruppo BasEL di Oleg Deripaska.

## Dati tecnici
L'aeroporto di Anapa-Vitjazevo è attualmente dotato di una pista attiva di 2 500 m x 42 m. La pista dell'aeroporto è dotata del sistema PAPI.
L'aeroporto è aperto durante l'inverno dalle 5:00 alle 17:00, durante l'estate dalle 4:00 alle 16:00.
L'aeroporto è attrezzato per il decollo/atterraggio dei seguenti tipi degli aerei civili: Airbus A320, Boeing 737, Boeing 757, Fokker F70, Fokker F72, Antonov An-12, Antonov An-24, Antonov An-26, Antonov An-30, Antonov An-32, Antonov An-72, Antonov An-74, Ilyushin Il-18, Ilyushin Il-76, Tupolev Tu-134, Tupolev Tu-154, Tupolev Tu-204, Yakovlev Yak-40, Yakovlev Yak-42.

## Collegamenti con Anapa e Gelendžik
Taxi
L'aeroporto di Anapa si trova 12 km dal centro di Anapa ed è collegato con una strada statale anche con la città turistica di Gelendžik.
TPL
L'aeroporto di Anapa è collegato d'inverno con la città di Anapa con una linea diretta qualche volta al giorno, d'estate le linee dirette collegano l'aeroporto non solo con Anapa, ma anche con Gelendzhik ed altre principali località turistiche vicine sul Mar Nero.